# ایلکومبورا
ایلکومبورا (به لاتین: Ullekumbura) یک منطقهٔ مسکونی در سری‌لانکا است که در استان مرکزی (سری‌لانکا) واقع شده‌است.